# ريبيكا هدسون
ريبيكا هدسون (بالإنجليزية: Rebecca Hudson)‏ هي لاعبة غولف بريطانية، ولدت في 13 يونيو 1979 في دونكاستر في المملكة المتحدة.

## وصلات خارجية
- ريبيكا هدسون على موقع رابطة أوروبا للاعبات الغولف المحترفات (الإنجليزية)

- الموقع الرسمي